# Wlitrichia intropertica
Wlitrichia intropertica är en nattsländeart som beskrevs av Kjaerandsen 1997. Wlitrichia intropertica ingår i släktet Wlitrichia och familjen smånattsländor. Inga underarter finns listade i Catalogue of Life.